# QUIZ 킹왕짱
QUIZ 킹왕짱은 YTN 사이언스에서 2015년 2월 13일부터 2016년 2월 5일까지 매주 금요일 밤 8시에 방송했던 중학생 대상 청소년 과학 퀴즈 쇼 프로그램이며, 퀴즈 킹왕짱 시리즈의 시즌 2로, 부제목은 퀴즈 킹왕짱 2다.

## MC
- 공서영

## 특징
고등학생을 대상으로 한 퀴즈 쇼 프로그램인 "장학퀴즈"와 비슷하게 매회마다 각자 다른 중학교 소속의 중학생 4명만 출연하여 퀴즈를 진행했다.